# رود دونالد
رود دونالد (بالإنجليزية: Rod Donald)‏ هو سياسي نيوزلندي، ولد في 10 أكتوبر 1957، وتوفي في 6 نوفمبر 2005. حزبياً، نشط في Values Party ‏ وحزب العمال النيوزيلندي. وقد انتخب عضو مجلس النواب نيوزيلندا.